# Målningarna i Södra Råda kyrka

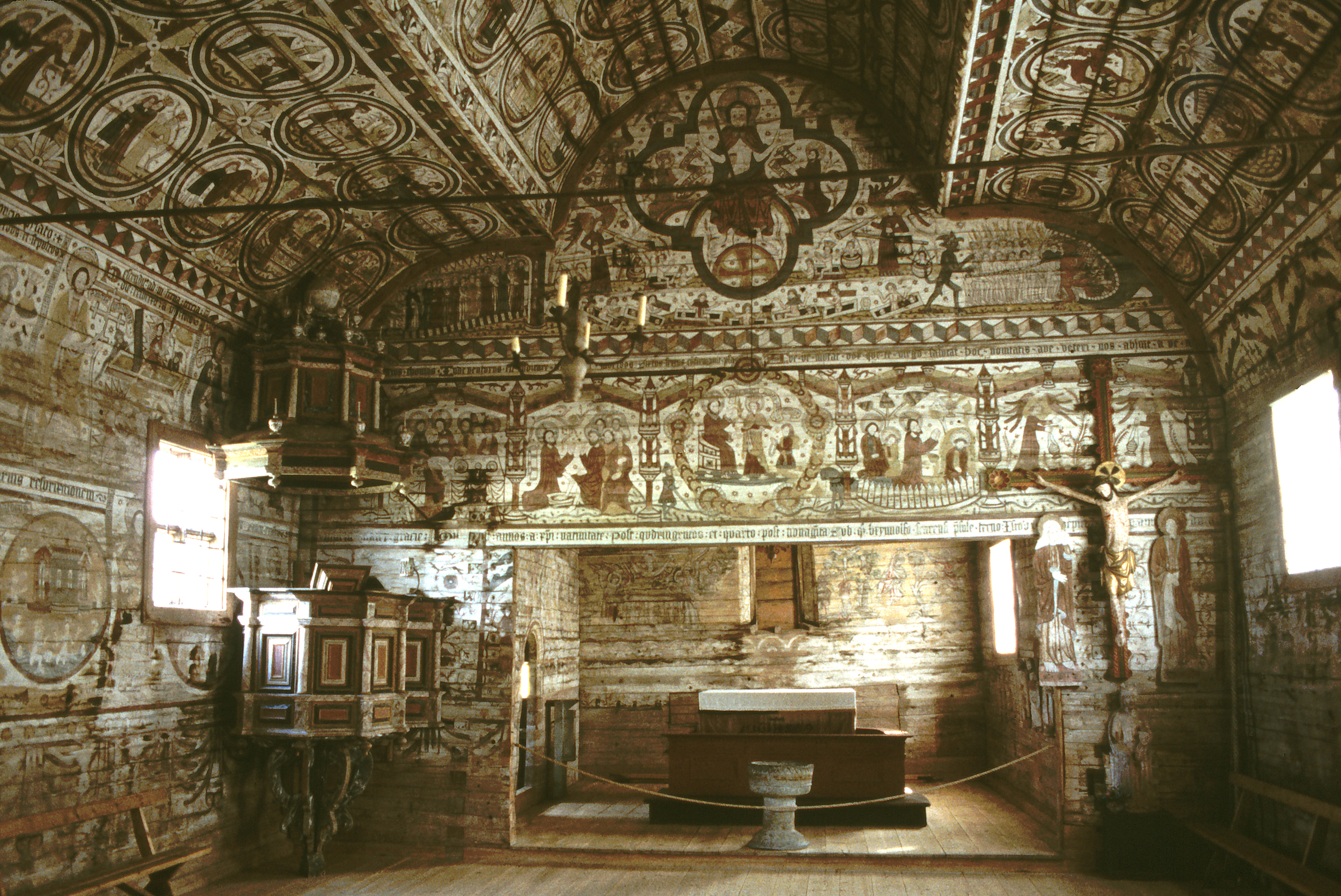
Södra Råda kyrka. Interiör av långhuset mot koret i öster.

Kalkmålningarna i Södra Råda kyrka i södra Värmland på gränsen till Västergötland var bland de mest välbevarade av sitt slag i Sverige. De tillkom under två perioder, dels 1323, dels 1494. Genom ett pyromandåd 2001 och avsaknad av ett sprinklersystem i den medeltida träkyrkan förstördes denna unika bildskatt.
De äldsta målningarna fanns i koret, medan de yngre täckte långhusets väggar och tak. En unik sak med dessa målningar var att målarna daterat sina verk vilket är ytterst ovanligt när det gäller medeltida kyrkomålningar. I koret kunde man på ett målat textband läsa: ”Anno Domini MCCCXXIII domino episcopo Petro regnante”, dvs ”År 1323 då Petrus var biskop”. Målaren har emellertid inte velat ange sitt namn. Så har dock inte varit fallet med konstnären bakom långhusets figurativa måleri. Konstverken var här signerade mäster Amund tillsammans med året 1494.

## 1300-talets målningar

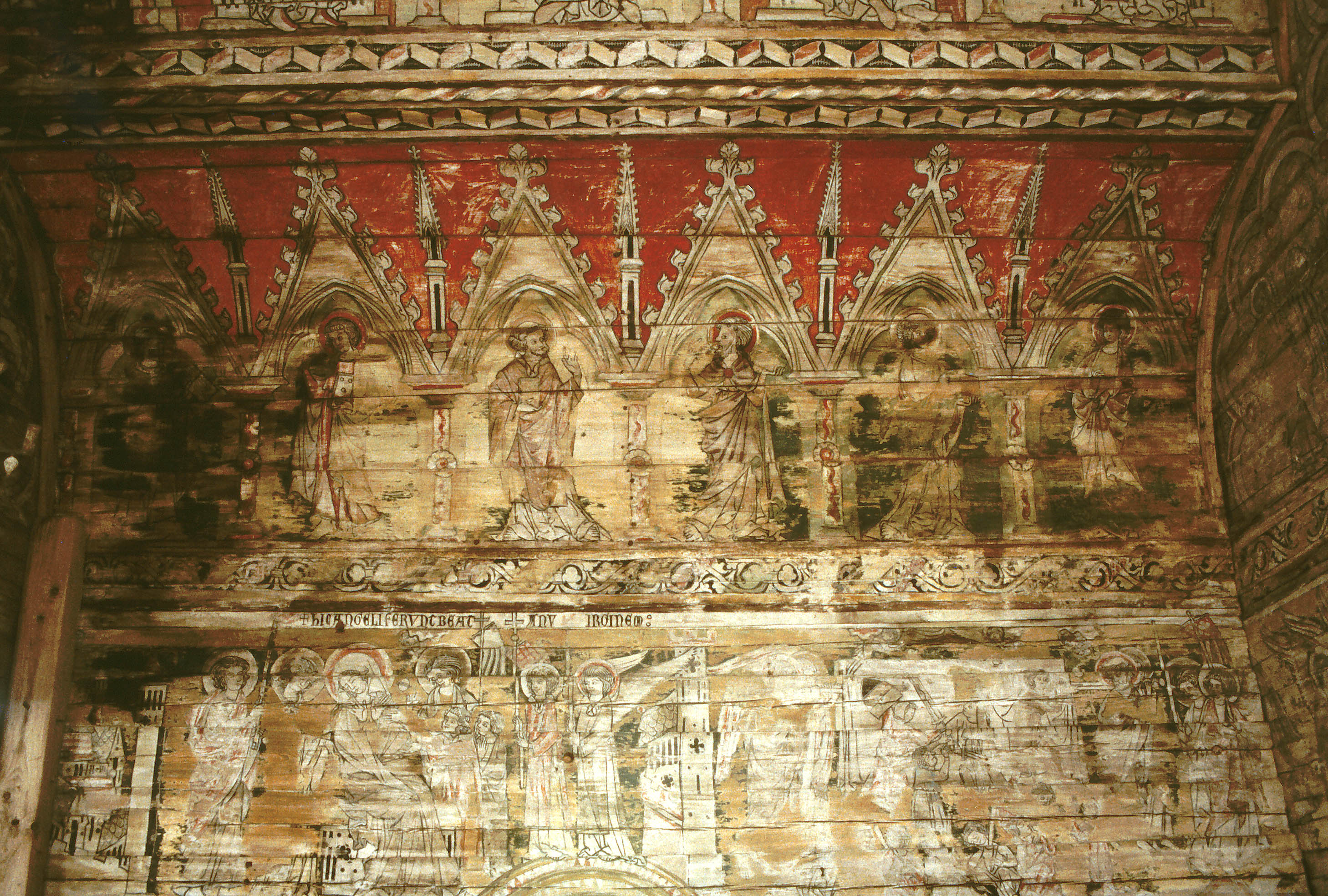
Målningar i korets norra trävalv.

Målningarna i koret var fram till 2001 Sveriges kanske märkligaste och mest utsökta 1300-talsmåleri bevarat på ursprunglig plats. Konstnären har hämtat sina förebilder och sin måleriteknik från utlandet. Kostnaderna för att pryda koret bör ha varit stora. Man vet inte varför man just i Södra Råda kyrka lade ner så mycket pengar på prakt, men det ligger nära till hands att sammankoppla kormålningarna med en lokal storman. 
Södra Råda ligger strategiskt på en smal landtunga mellan Vänern i väster och sjön Skagern i öster. Gullspångsälven, landskapsgräns mellan Värmland och Västergötland, förbinder de två insjöarna. Bron över älven var en viktig förbindelsepunkt. Här låg också det medeltida fästet Amneholm, omtalat i en bevarad källa från 1300-talet. Avståndet mellan borg och kyrka är endast några kilometer och en borgherre skulle kanske kunna ha valt att bekosta prydandet av sockenkyrkan.
Konstnärerna är okända, men konsthistoriker tror att målarna kan vara de två män som ödmjukt kryper under Kristus fötter i östväggens stora Treenighetsscen. Mästaren har i varje fall inte varit boklärd, vilket framgår av de stavfel som förekommer i målade latinska textslingor. Så har till exempel en mansfigur med stort skägg namngetts som Ester. Ester var en judisk hjältinna, alltså ingen man.
Det var ur franska illustrerade manuskript som konstnären en gång fann sina förebilder. Han kan ha studerat dessa dyrbara bokillustrationer i Skara domkyrkas stora bibliotek men det är inte omöjligt att han också fått impulser från egna besök i Frankrike. 
Kormålningarna, vilka var utförda direkt på stockväggarna, blev alltmera intensiva i färgerna ju längre upp från golvet de befann sig. I det konstnärligt treklöverformade takvalvet av trä blev färgen så påtaglig att man undrar om inte dessa blivit påbättrade i senare tid. Så är emellertid inte fallet. Konsthistorikern Bengt Söderberg har beskrivit fonden i taket som så klarröd "som vore den målad med färsk smultronsaft". Alla detaljer i takvalvet var emellertid inte så intensivt färgrikt. Den använda högblå färgen hade till exempel under århundraden antagit en alltmera blågrön ton. Den röda färgens goda kondition skulle kunna bero på att målaren använt sig av det mycket dyrbara färgämnet cinnober.

### Koret, galleri

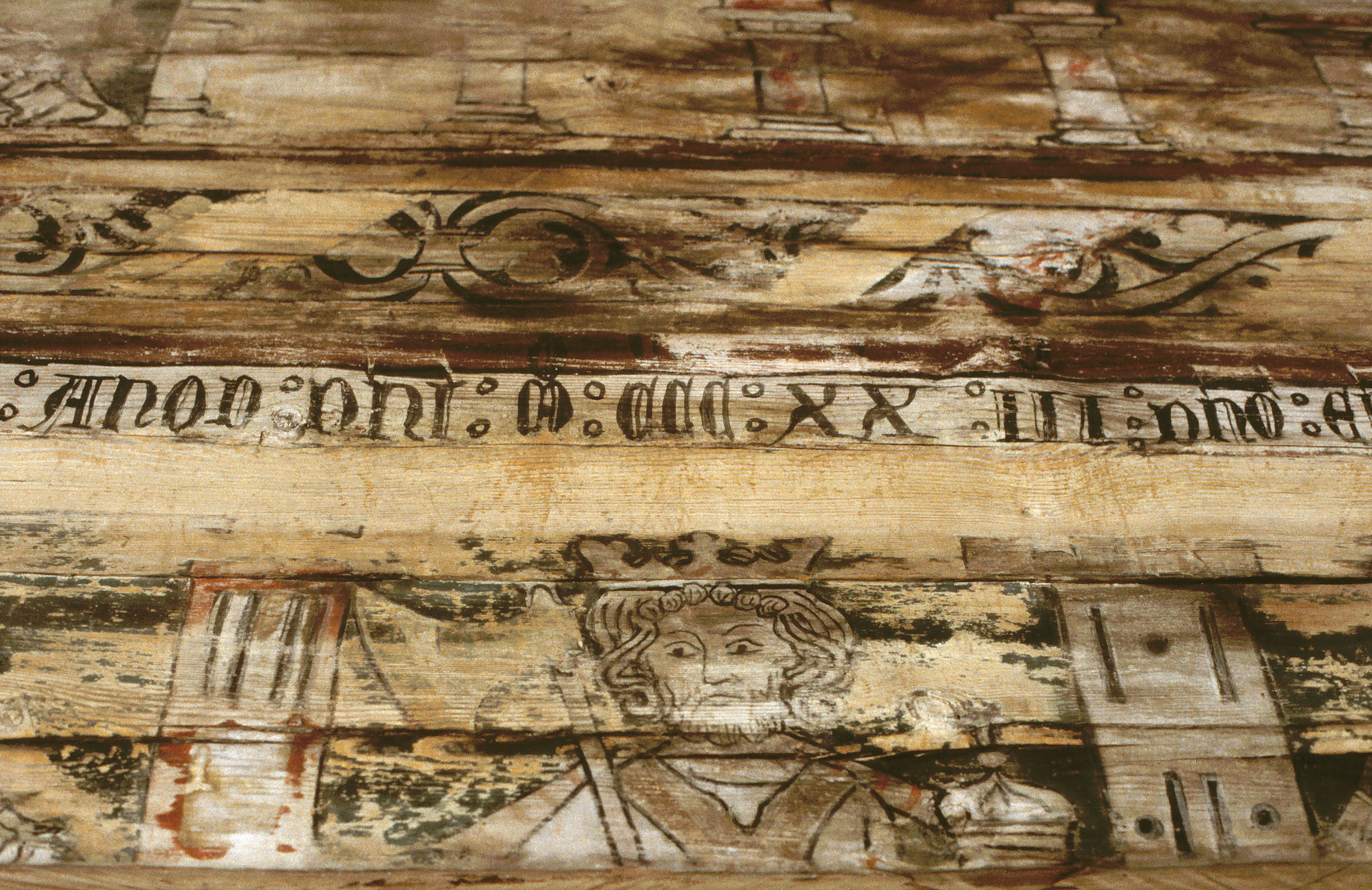
Detalj av texten som daterar kormålningarna till 1323.
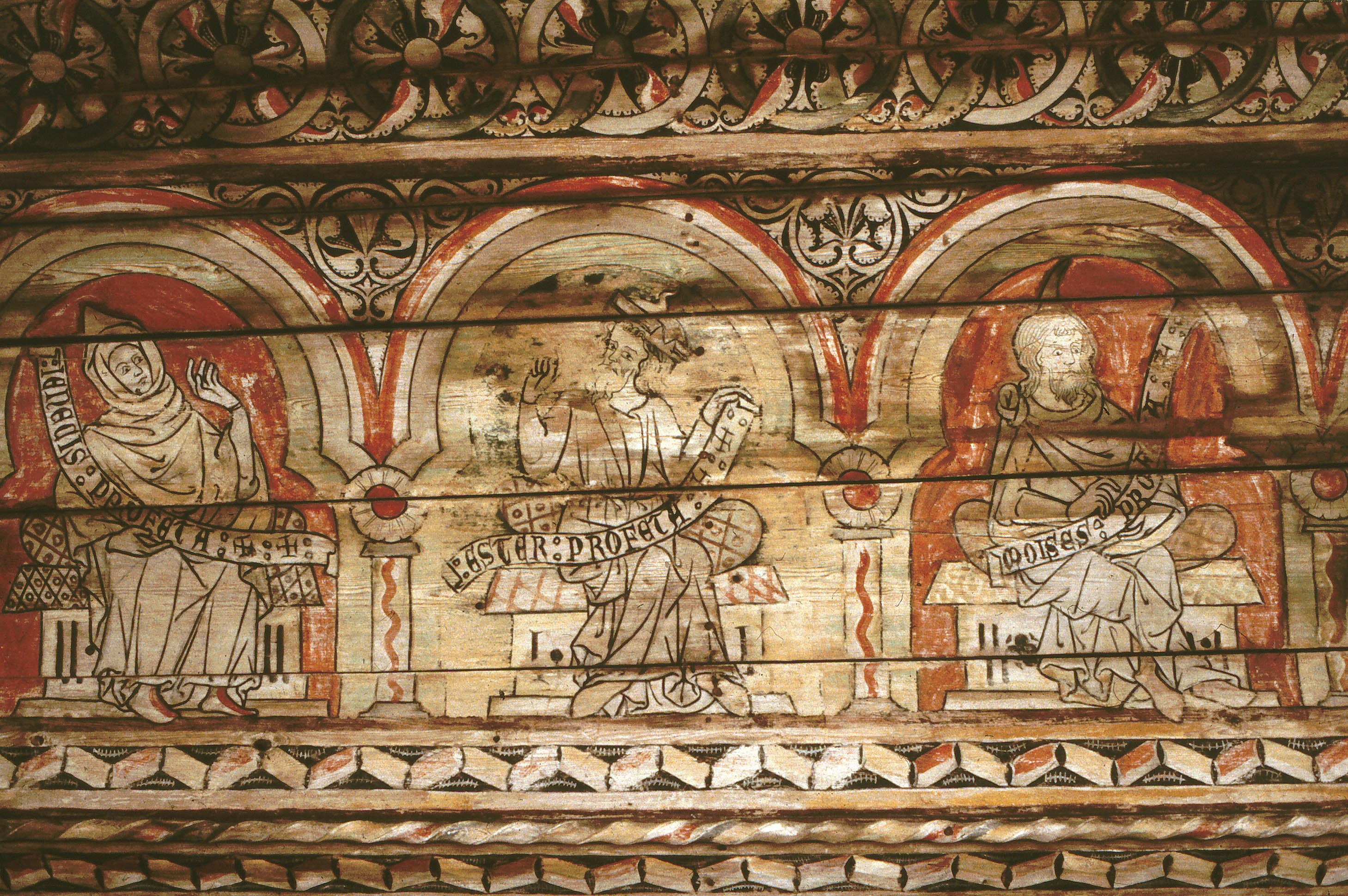
Helgonfigurer i korets övre norra trävalv. Här ses från vänster Genesis, Ester och Moses.
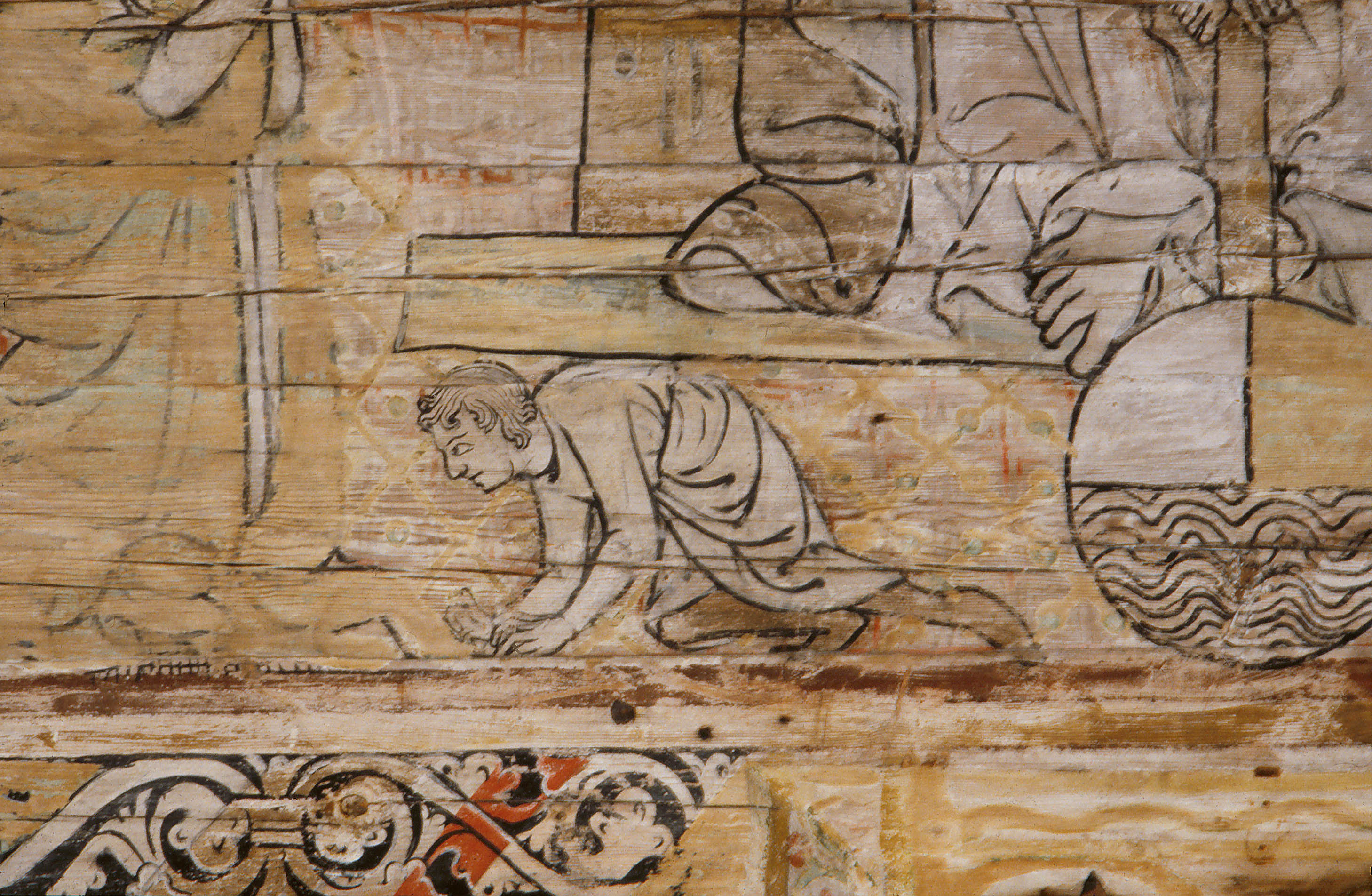
En av de troliga målarna som knäböjer inför jungfru Maria.
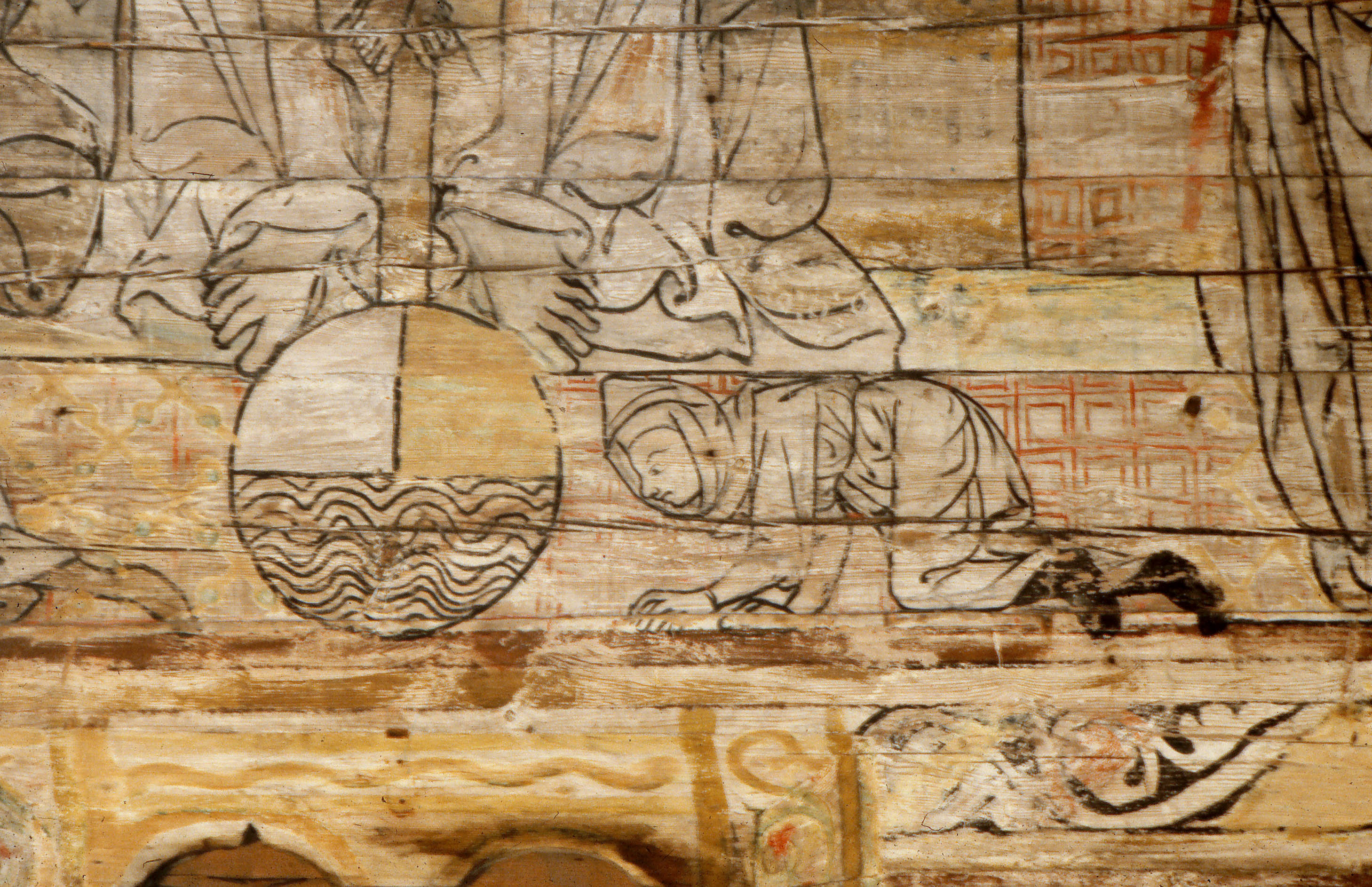
En av de troliga målarna. Till vänster avbildning av jordklotet.

### Nådastolen
Det dominerande motivet på den östra gavelväggen var framställningen av treenigheten, eller Nådastolen som motivet också brukar benämnas. Gud Fader höll i sin hand korset på vilket Jesus var korsfäst och med den heliga Ande representerad av en duva. Till detta motiv var fogat den i medeltida kyrkomåleri ofta förekommande framställningen av Yttersta domen, det vill säga jungfru Maria som sörjande stod vid korsets norra sida och Johannes döparen vid korsets södra sida. Jesus kors tog stöd mot jorden i form av ett klot. Föreställningen om jorden som ett klot och inte som en skiva fanns bland de lärde under medeltiden. Klotet var i Södra Råda uppdelat i tre fält. Nedre hälften upptogs av vågiga linjer vilket troligtvis har symboliserat vatten medan den övre delen var uppdelat i två fält, ett vitt och ett grönt. Den okände målaren har här velat symbolisera luft och jord. Just de tre elementen vatten, luft och jord var de som medeltidens människor ansåg att mycket kretsade kring. 

#### Galleri, Nådastolen

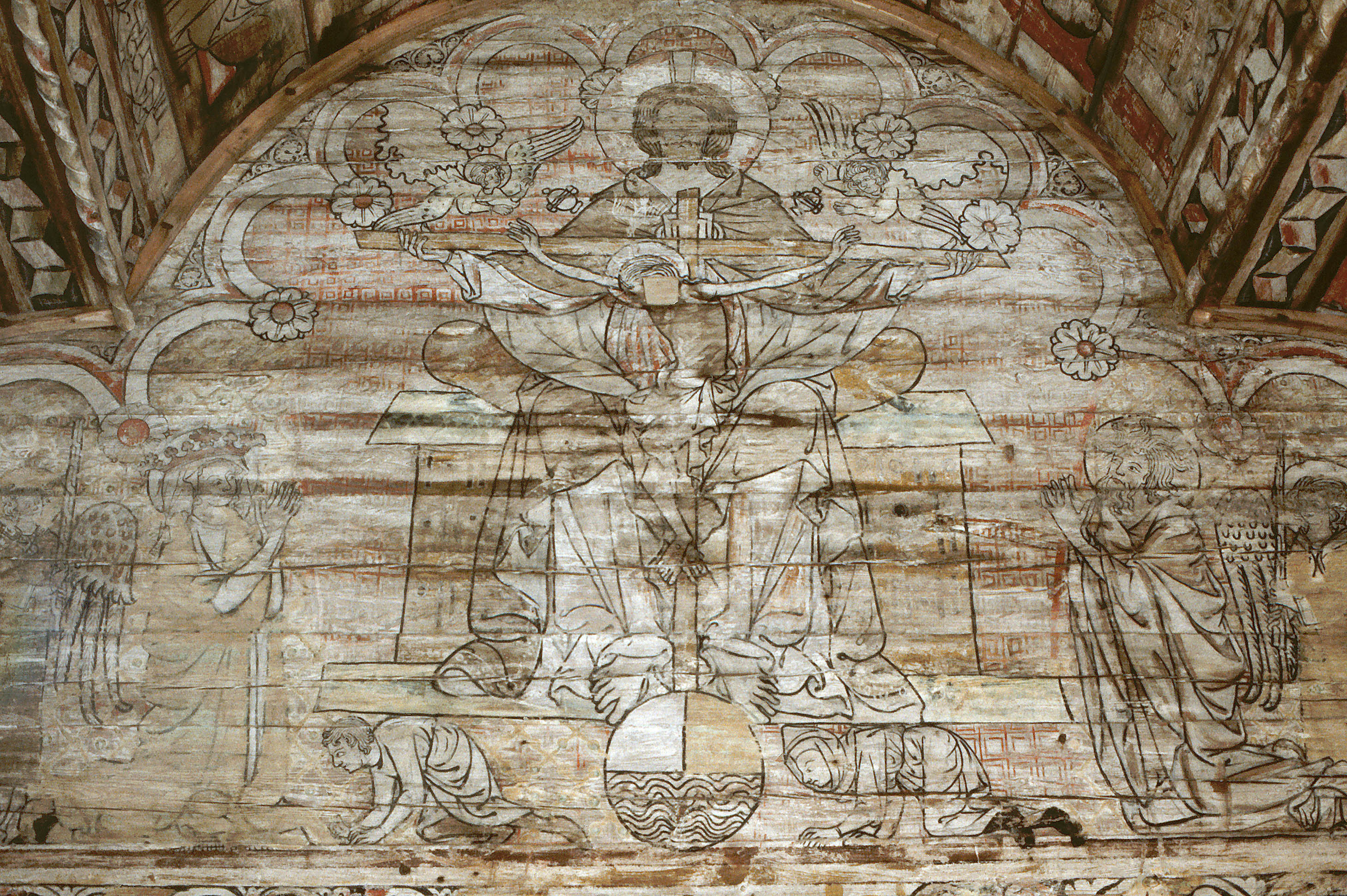
Korets östvägg med en kombination av "Nådastolen" och "Den yttersta domen".
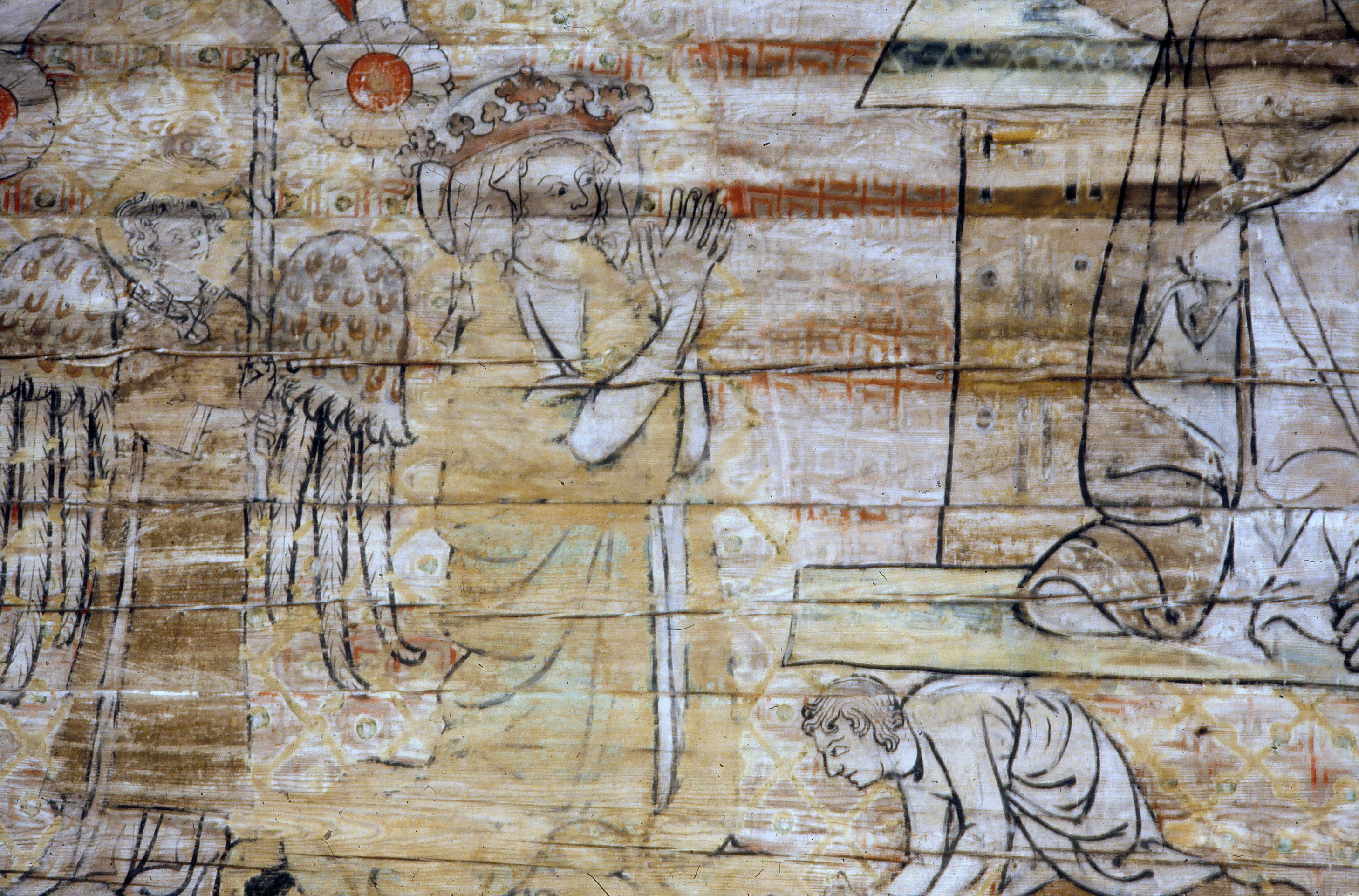
Jungfru Maria vid Jesus kors på korets östvägg.
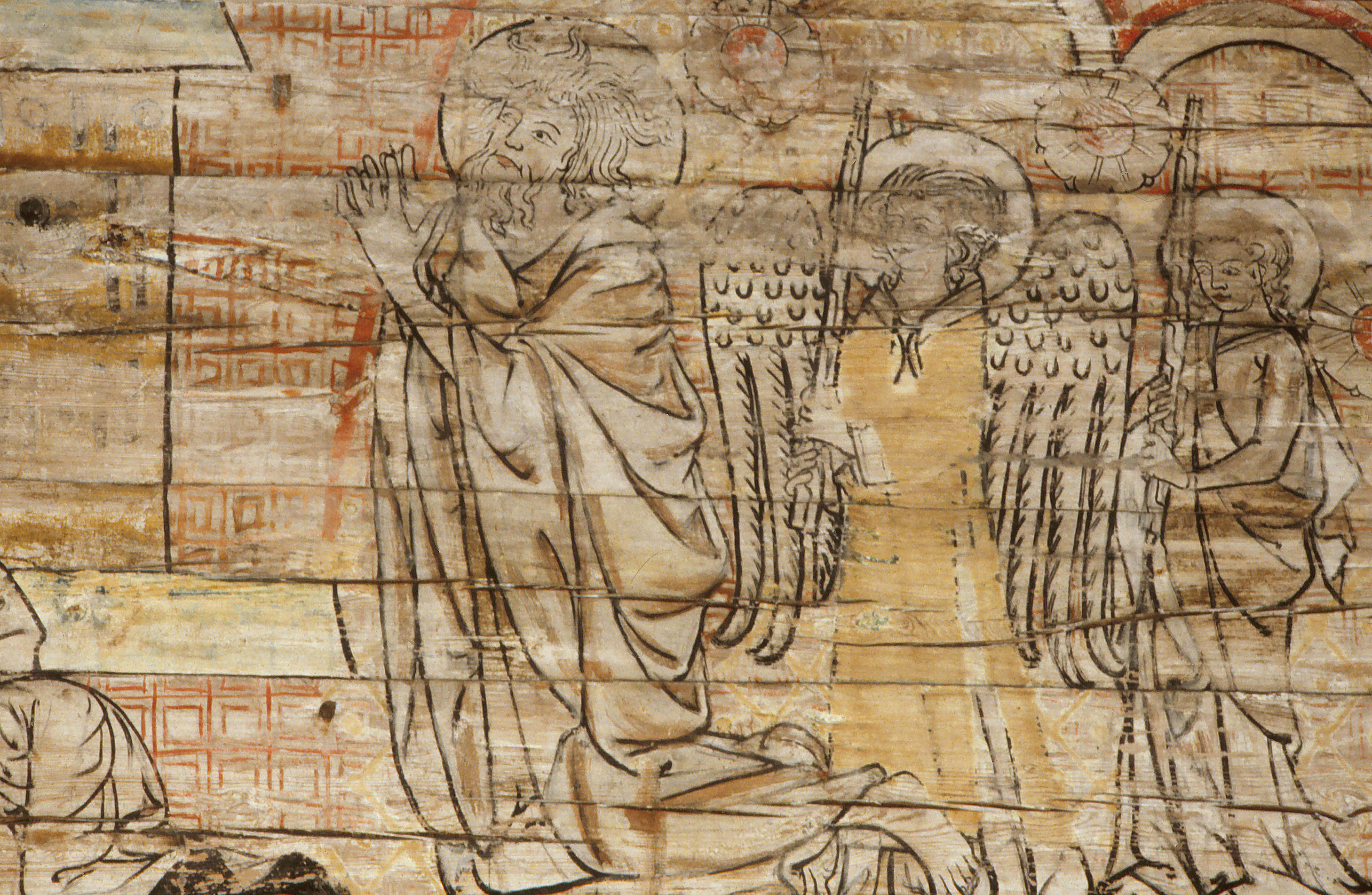
Johannes vid Jesus kors på korets östvägg.

### Jungfru Marias död
Även om Gud Fader i korets Treenighetsbild höll den korsfäste Kristus framför sig, var kormålningarna inte i första hand en hyllning till Jesus. I stället berättades i korets motivval om dödsstunderna för de som stått Frälsaren närmast. Hedersplatsen innehades av jungfru Maria. På den norra och den östra korväggen skildrades hennes död. På den första bilden sågs Maria sittande med slutna ögon, omgiven av apostlar, tjänare och änglar. På nästa bild, vilken tyvärr var fragmentarisk bevarad, anfölls liktåget av ilskna judar. De stora svärden ven i luften och fredsbudskapet verkar fjärran. Nästa scen återgav Marias himmelsfärd. Två änglar kikade nyfiket under liktäcket. De hade all anledning att se förvånade ut. Maria, tillsammans med Jesus, var nämligen redan på väg till himlen på en duk som Gud Fader höll med fasta händer. Den sista scenen i denna konstnärliga Mariahyllning var hennes kröning som Himmelrikets drottning.
Kvinnorna var av tradition given den norra delen av en medeltida kyrkobyggnad. På norra sidan av långhuset återfanns alltid ett Mariaaltare och kvinnorna hade sin egen ingång genom en portal i norra långhusmuren. Därför var det fullständigt logiskt att Marialegenden fanns på korväggen i norr. Då motivet var huvudmotiv i koret har man tillåtit det att också fortsätta på en del av den östra korväggen.

#### Galleri, Jungfru Marias död

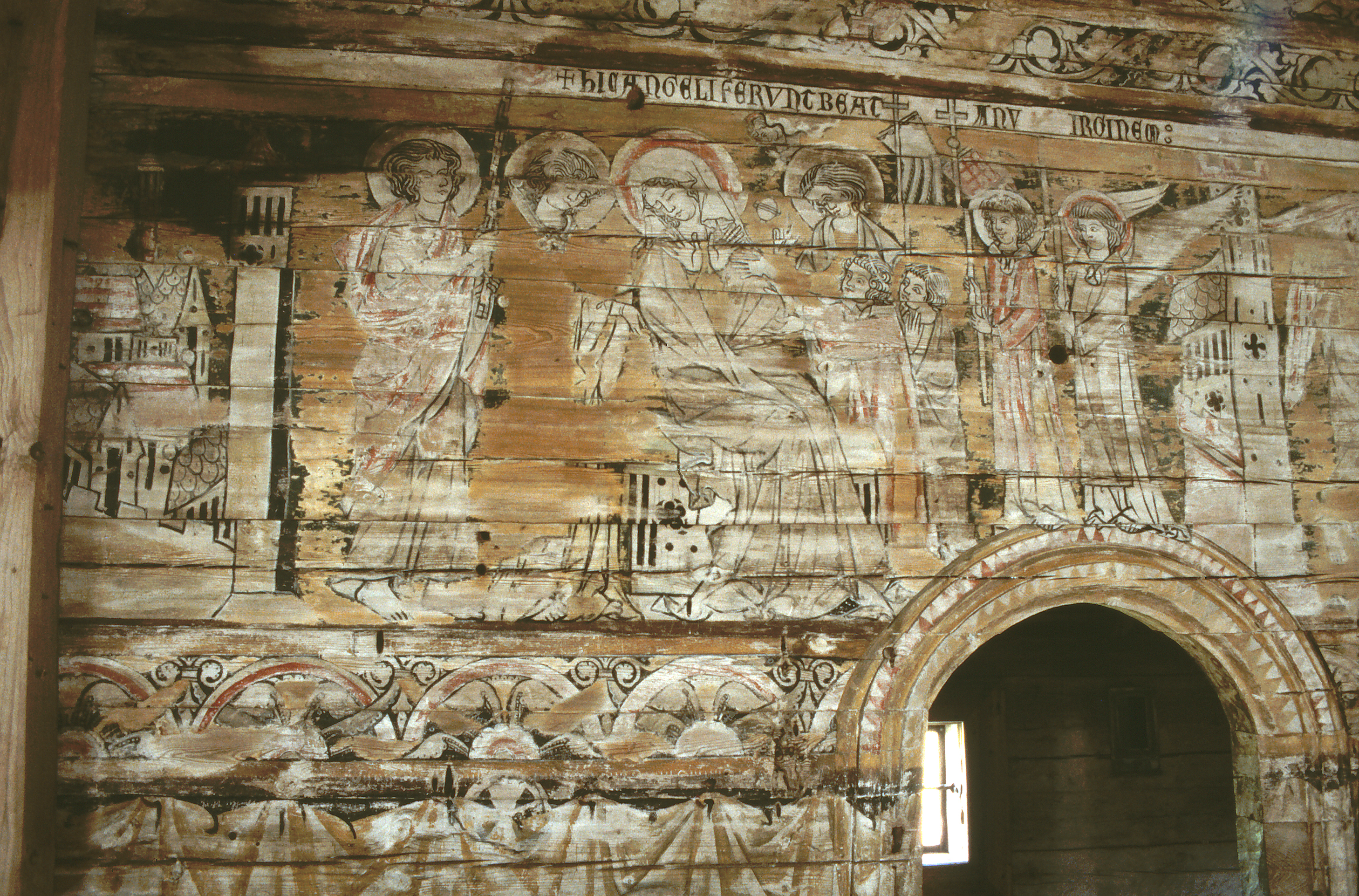
Den döende jungfru Maria tar farväl av Jesus lärjungar.
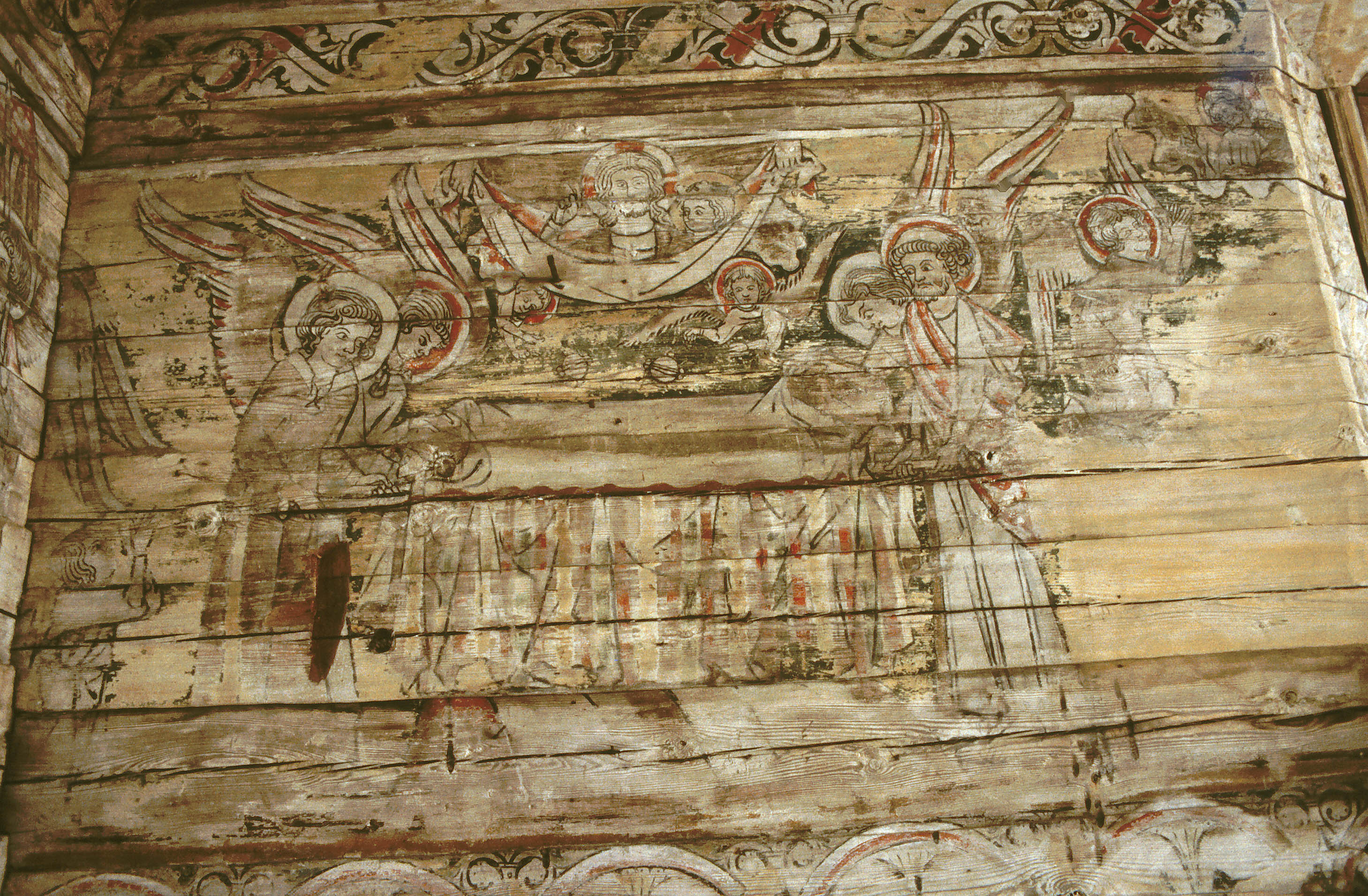
Jungfru Marias himmelsfärd.

### Martyrscenerna
På den södra korväggen hade konstnären valt att återge Jesus manliga vänner och förkunnare av hans lära. Här på manssidan i söder blev allting plötsligt mycket hårt och blodigt. Petrus hängde upp och ner, fastspikad på sitt kors. Paulus hädangång var redan genomförd; huvudet låg avhugget på marken. Aposteln Bartolomeus avbildades när han blev levande flådd och den helige Hippolytos besvärlig hädanfärd återgav detaljerat. Fastbunden vid en häst släpades han över törnen. Laurentius låg fjättrad med bojor, färdig att grillas på ett stekhalster.

#### Galleri, martyrscenerna

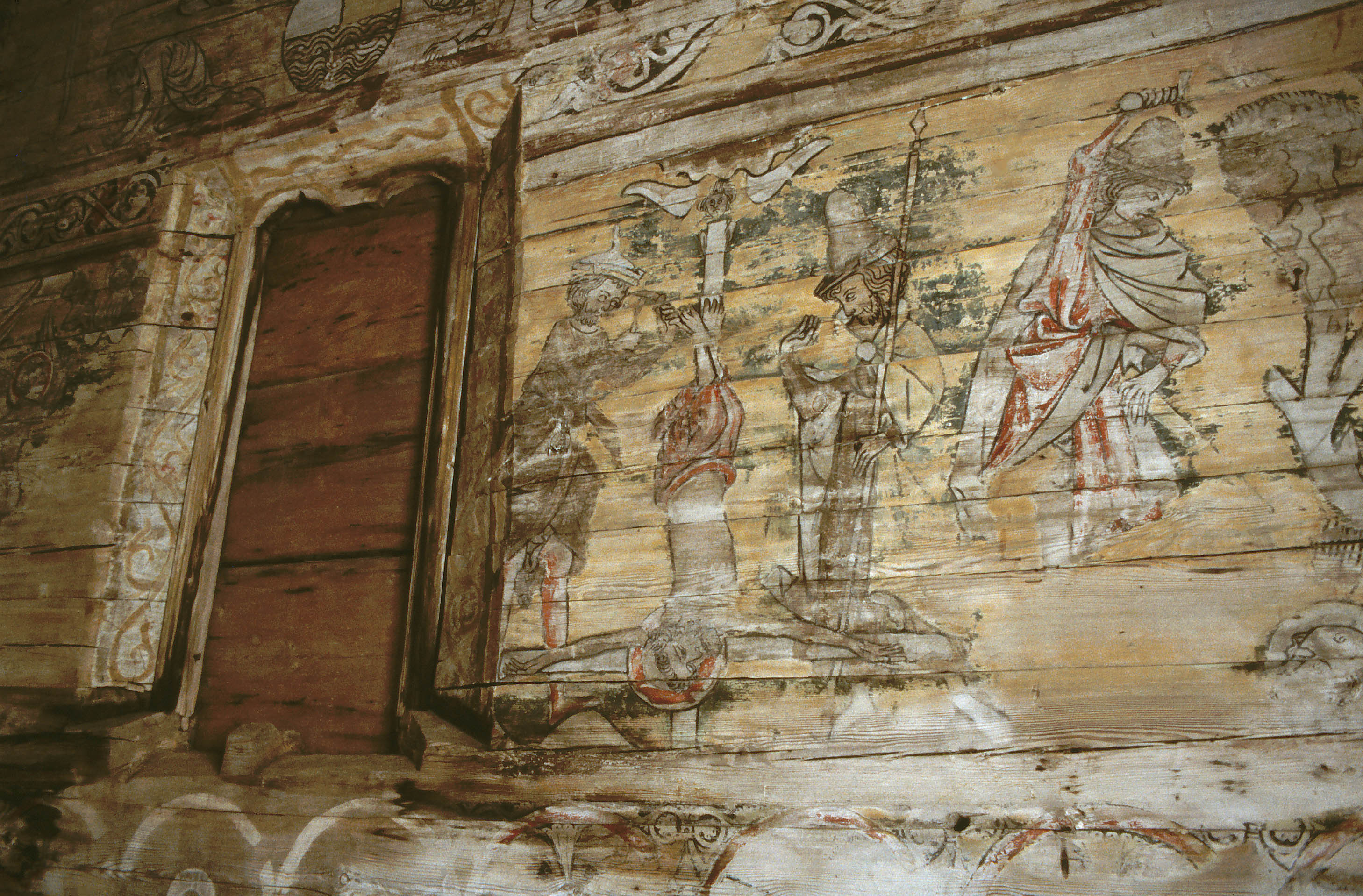
Petrus död på södra korväggen.
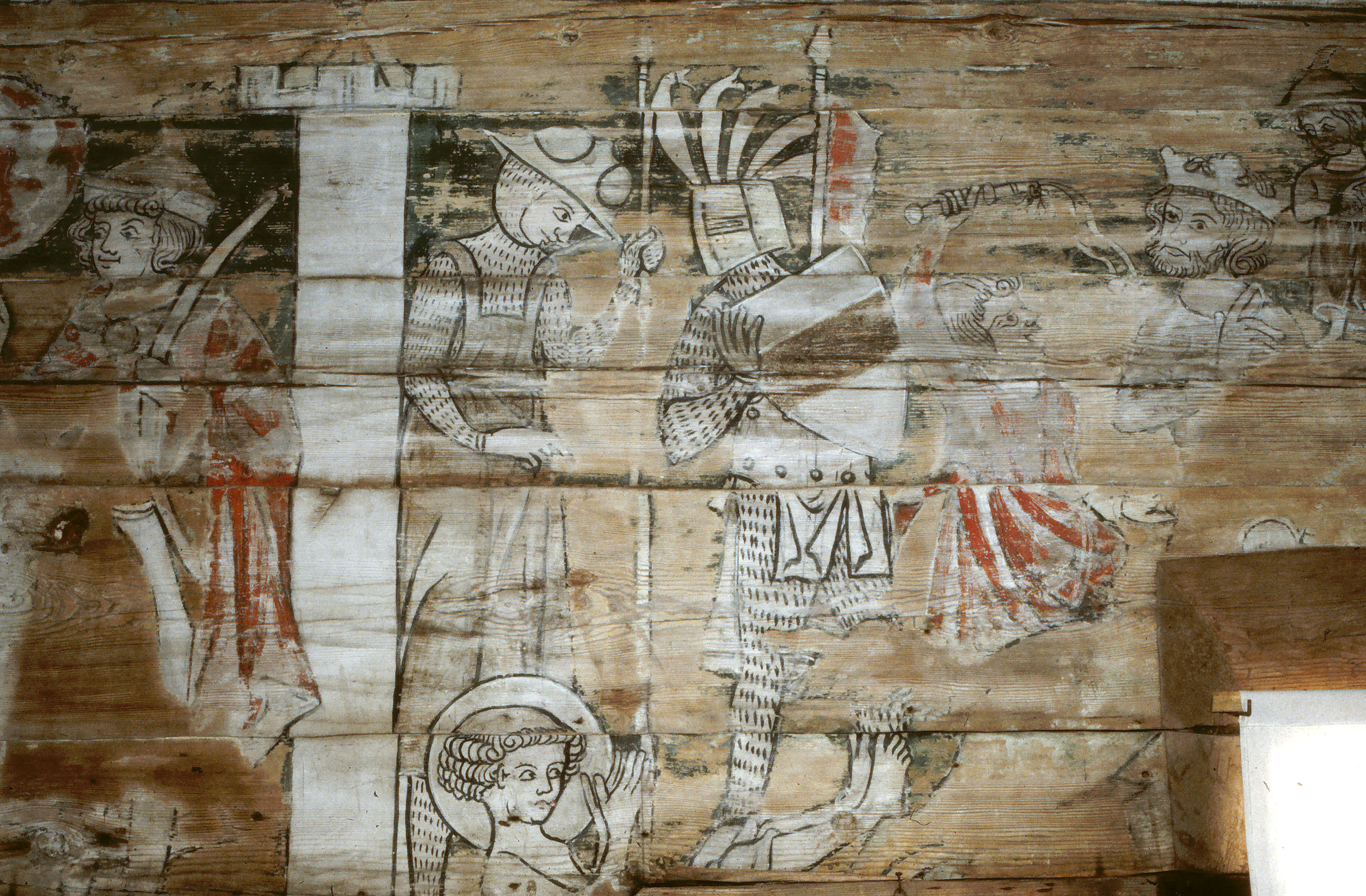
Detalj av martyrscenerna på södra korväggen.

## 1400-talets målningar
Södra Rådas 1400-talsmålningar, målade på både väggar och valv, var genom känd datering och konstnärssignatur ovärderliga för nutidens förståelse av en av senmedeltidens ledande konstskola i mellersta och norra Götaland. Målaren Amund har utifrån dessa konstverk tillskrivits en mängd andra, anonyma kyrkmålningar. Han fanns, eller kanske snarare hans verkstad, i Småland, Västergötland, Östergötland och Värmland. Tyvärr vet vi inget om personen Amund; källorna tiger. Endast Amunds målade inskription i Södra Råda lyste som ett snabbt blixtljus i ett i övrigt kolsvart historiemörker:
”Tusen år efter Kristi börd, fyrahundra därefter;
därefter ännu nittio år och sen på det fjärde
då Brynolfus, den tredje med namnet, var biskop i Skara
detta allt blev av Amund då både skrivet och målat.”
Nästan hela långhuset var täckt av Amunds målningar, sammanlagt 130 olika scener. På väggarna visades Trosbekännelsen, pedagogiskt redovisad genom att avbildade apostlar visade fram symboliska bilder. I takvalvet myllrade det av bibliska bilder. Konstnären hade här satt in händelserna i återgivna miljöer hämtade ur hans egen 1400-talsvärld. Över öppningen in till koret mötte man en naivt målad Kristus i motivet om Yttersta domen. På ömse sidor knäböjde Maria och Johannes Döparen. Runt Kristus var det skön musik, änglar spelar på harpa och andra stränginstrument, på trumpet och på klockor. 
Det gällde för de nyväckta döda, som tittade upp ur gravarna, att hamna hos jungfru Maria. Därifrån gick vägen till Petrus i himmelriket, målat på kyrkans norra sida. Ve dem som tvingades till Johannes sida i söder; här väntade djävulens väldiga, tandförsedda gap.

### Galleri, långhuset

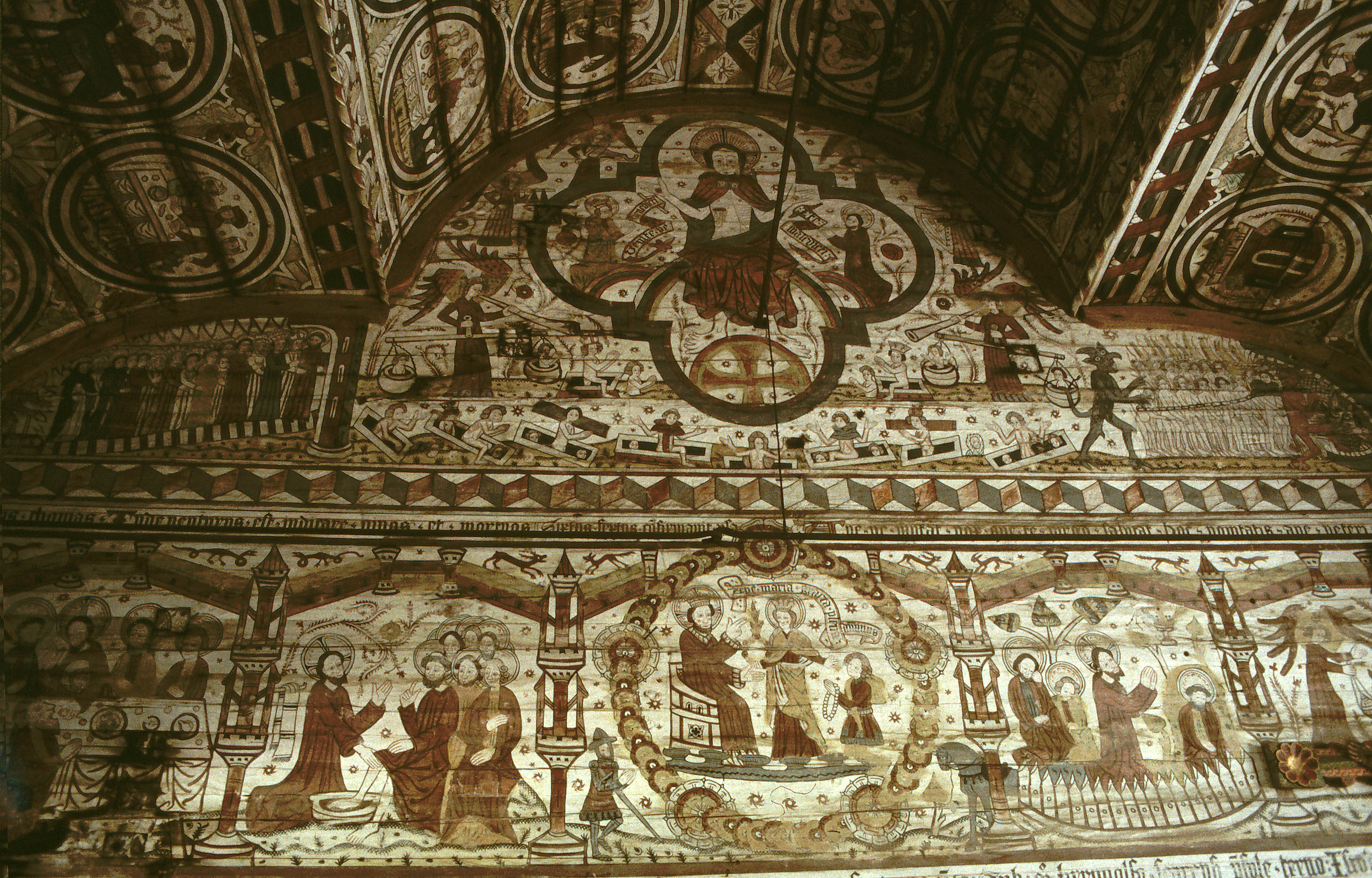
Yttersta domen med Jesus, jungfru Maria och Johannes döparen. Nedan Kristus, detaljer ur Passionssviten med Jesus lidande.
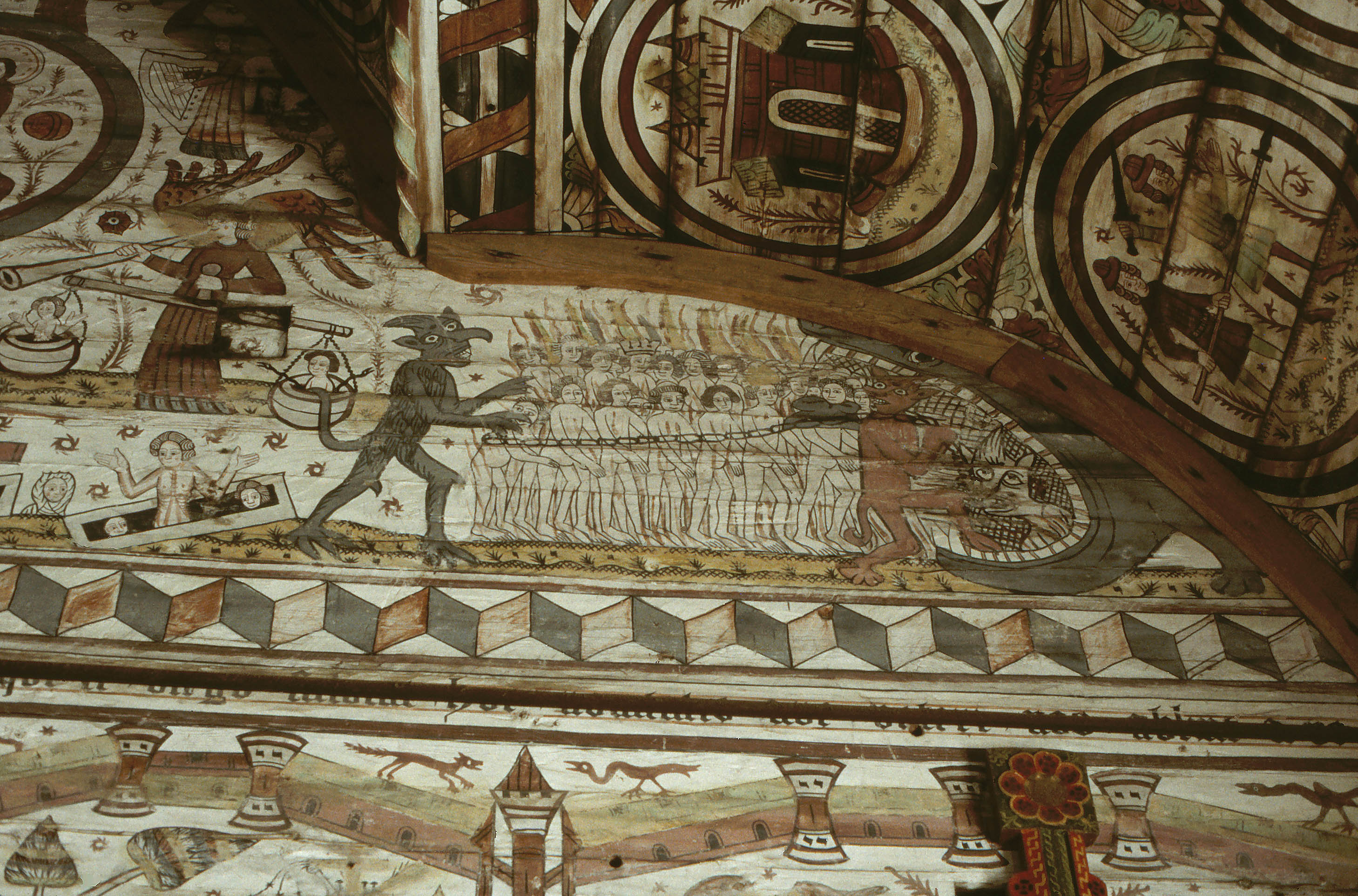
Djävulen för de osaliga till helvetet.
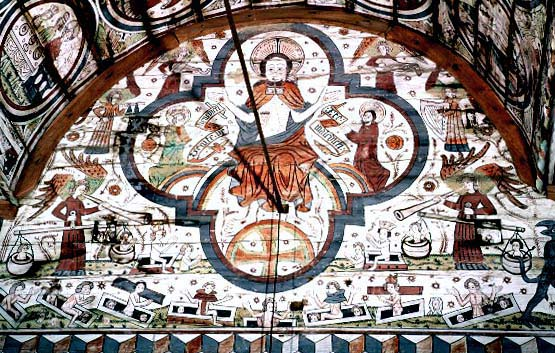
Yttersta domen.
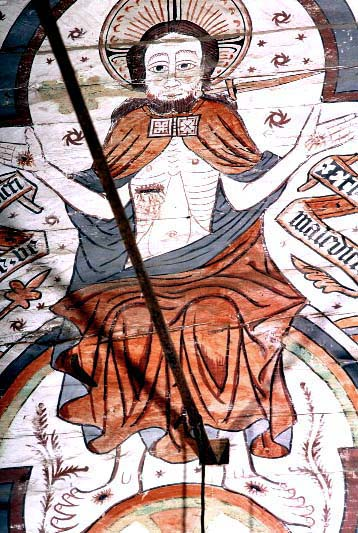
Kristus
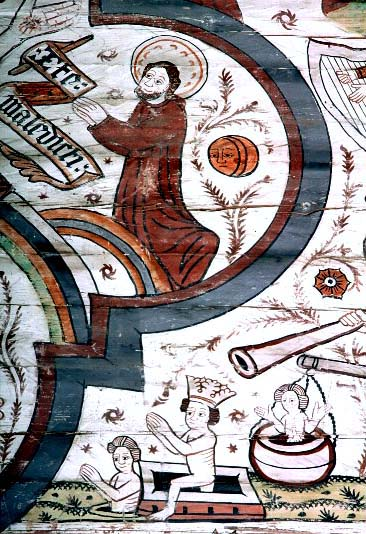
Johannes döparen
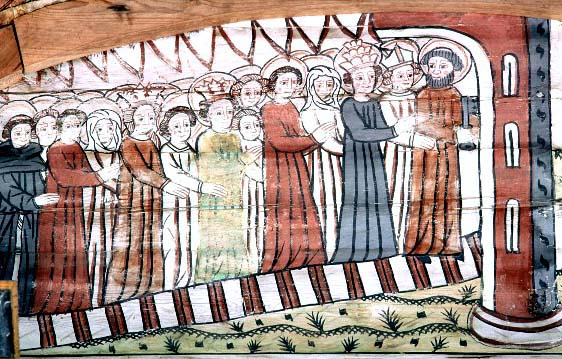
Sankte Per öppnar porten till himmelriket / Petrus mottar de saliga.
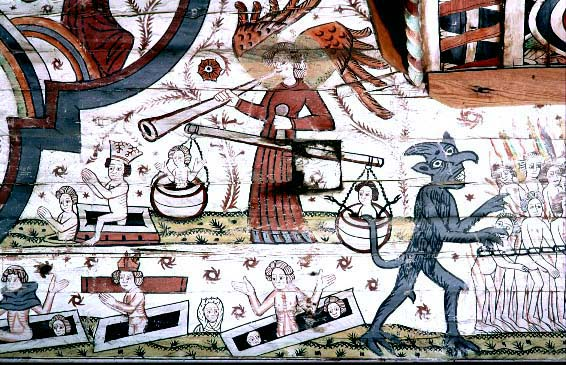
Ärekängeln Mikael väger själarna med djävulen till höger.
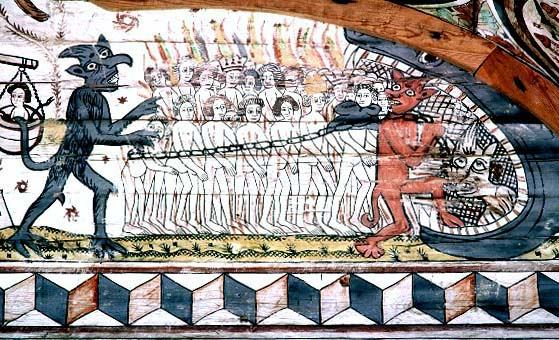
I helvetet

### Trosbekännelsen
Hela norra långhusväggen var en enda stor bildberättelse där apostoliska trosbekännelsen delgavs kyrkobesökarna. I ett antal stora fält sågs olika apostlar från vars huvuden utgick textremsor med delar av trosbekännelsen. I fälten fanns också scener som illustrerade de olika textavsnitten. Texterna var som brukligt vid medeltida kyrkomålningar avfattade på latin. Apostlarna som fått hedersuppdraget att undervisa församlingen i Södra Råda var Petrus (”Jag tror på Gud Fader Allsmäktig, himmelns och jordens skapare.”), Andreas (”Jag tror ock på Jesus Kristus, hans enfödde son, vår Herre”), Jakob den äldre (”vilken är avlad av den Helige Ande, född av jungfru Maria”), Johannes (”pinad under Pontius Pilatus, död och begraven”), Filippos (”nederstigen till dödsriket, på tredje dagen uppstånden igen ifrån de döda”) samt Bartolomeus (”uppstigen till himmelen, sittande på Gud Faders Allsmäktigs högra sida.”)

#### Galleri, Trosbekännelsen

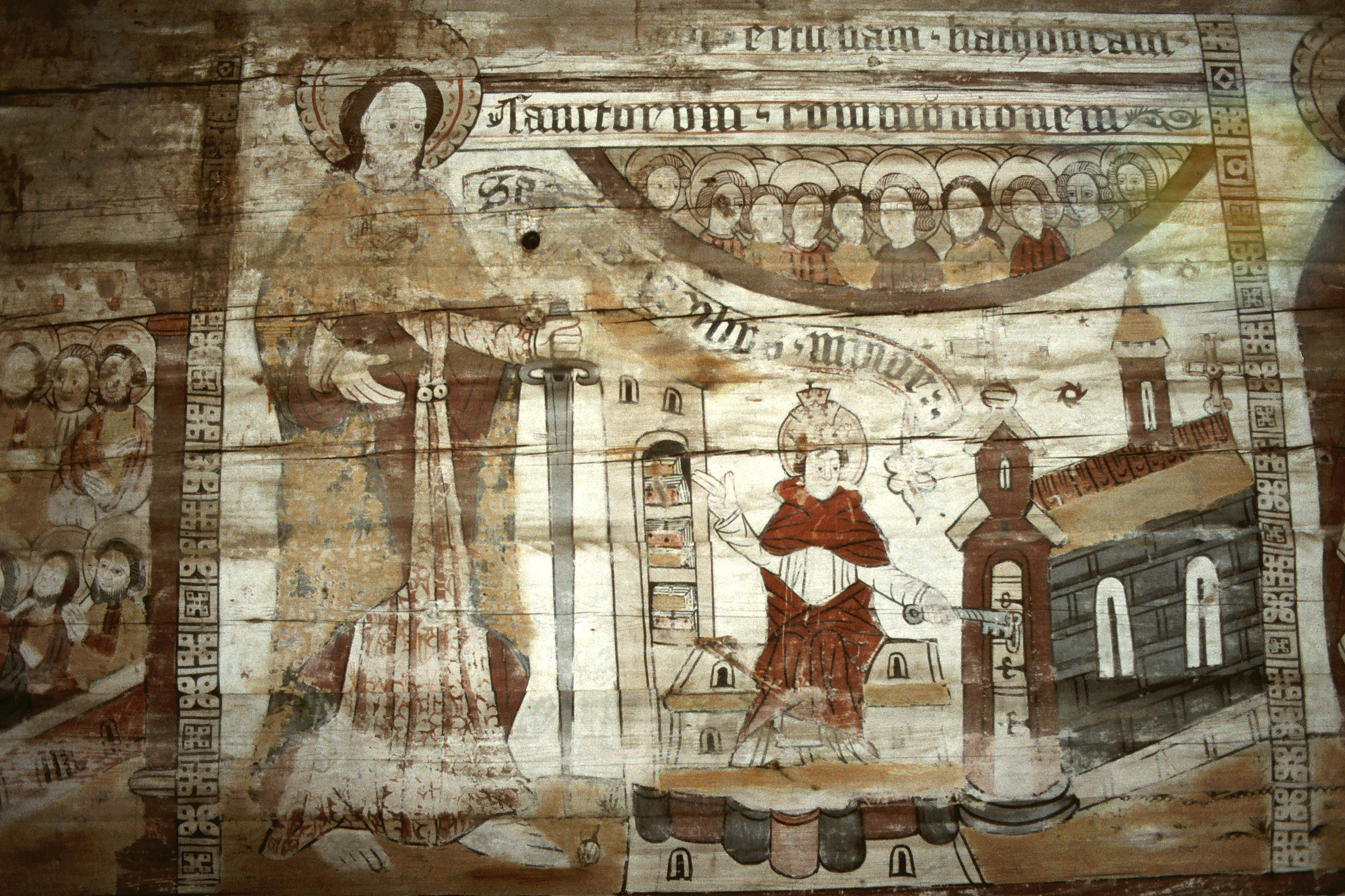
Aposteln Jakob den yngre och delar av trosbekännelsen på latin.
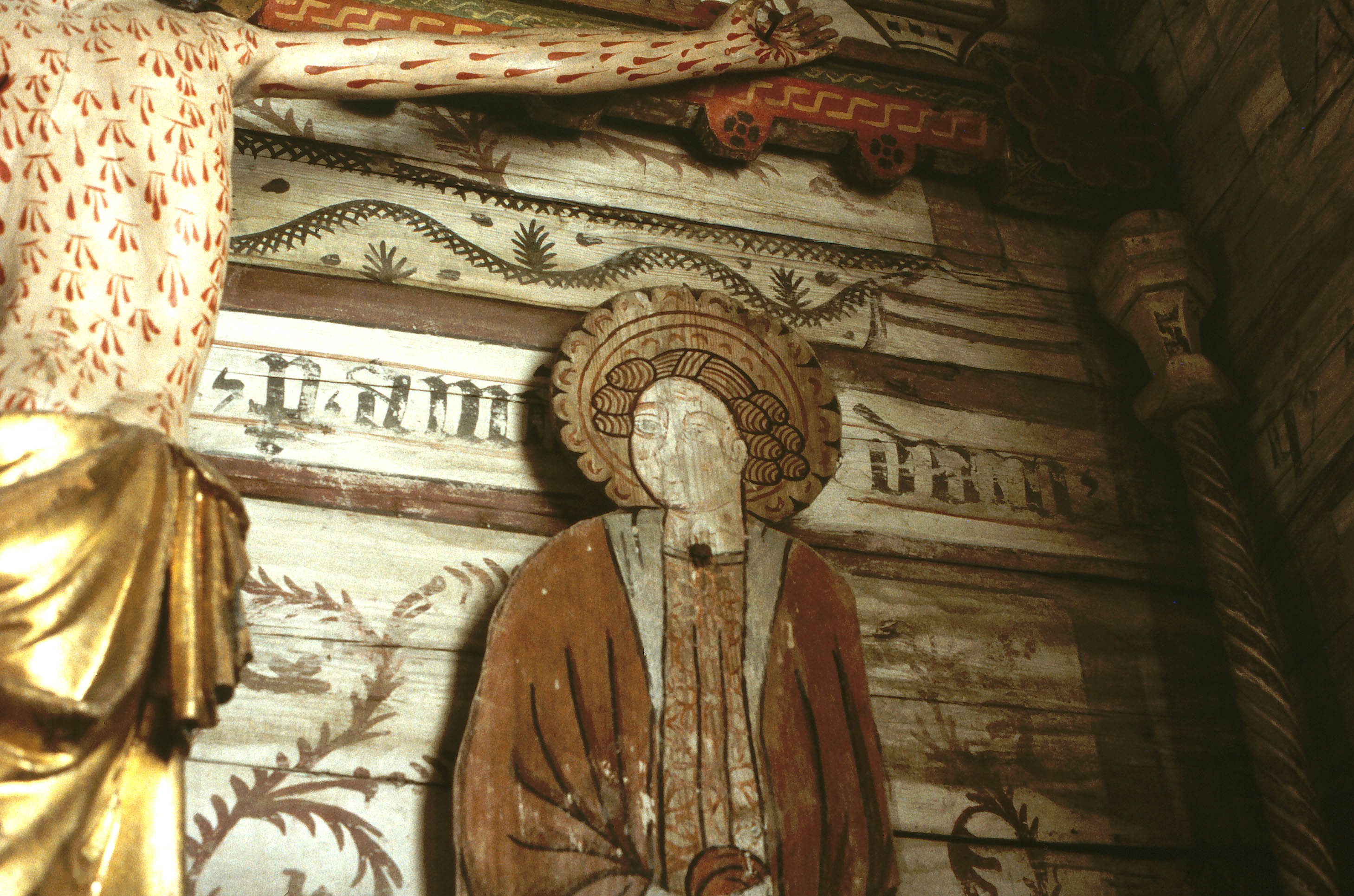
Johannes vid Jesus kors. Krucifixet var från ca 1350 medan Johannes målades av Amund 1494.
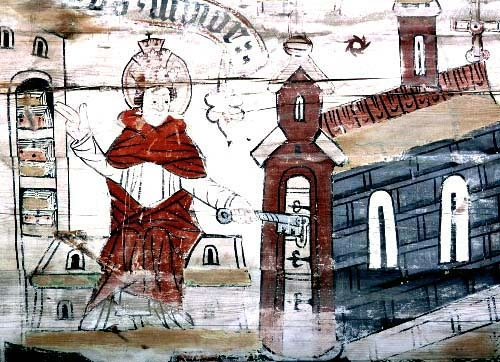
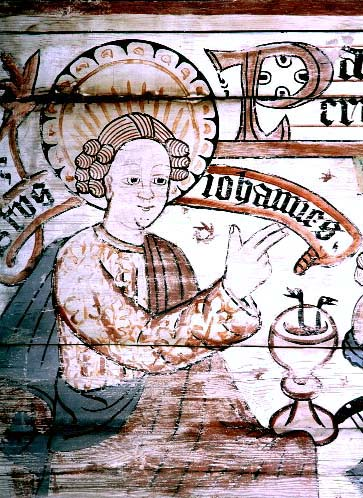
Johannes evangelisten, med två ormar i kalken, ett av hans attribut.

### Takvalvet
Långhusets tak täcktes av ett klöverformat valv i trä. Denna stora yta hade Amund målare täckt med en mängd scener innefattande i rundlar. Här återfanns i norr femton rundlar med den så kallade Marialegenden. Ett antal rundlar i valvets södra del visade skapelseberättelsen men också rena fantasifigurer till exempel en bågskjutande kentaur, en sjöjungfru med två stjärtar etc. Tjugo scener visade Sankt Eustachius legend när han jagar hjorten som i själva verket är Kristus. Bland valvets målningar fanns också illustrationer om berättelsen om den förlorade sonen samt sedelärande bilder som handlade om dygder och olika former av laster.

#### Galleri, takvalvet

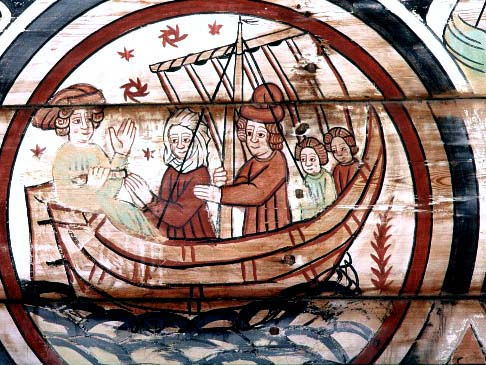
Flykten i Den förlorade sonen
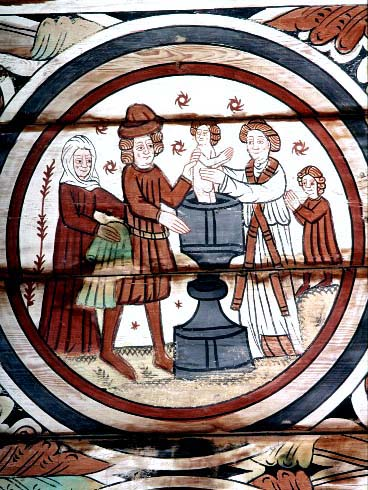
Dopet i Eustachiuslegenden
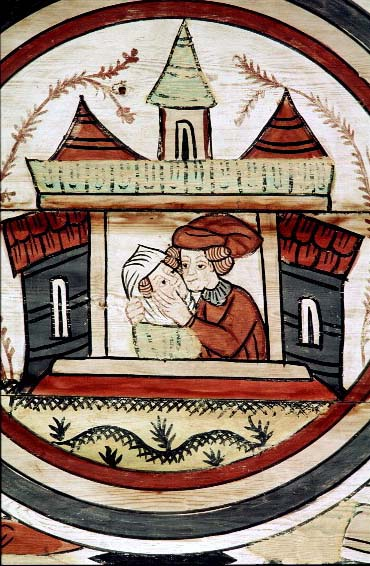
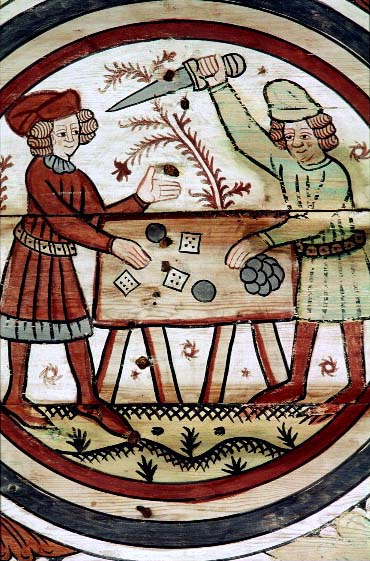

#### Fabeldjur och Skapelseberättelsen

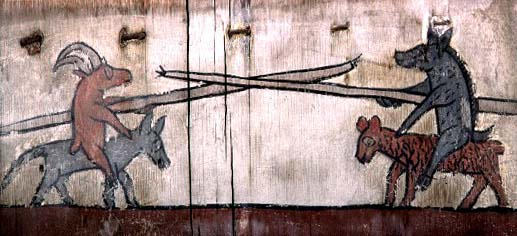
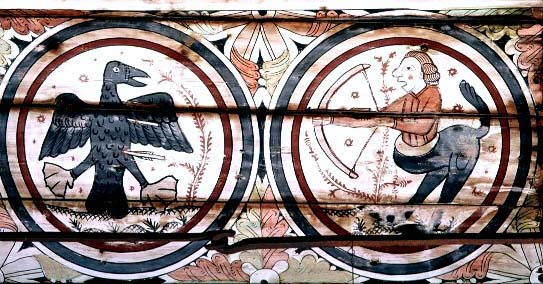
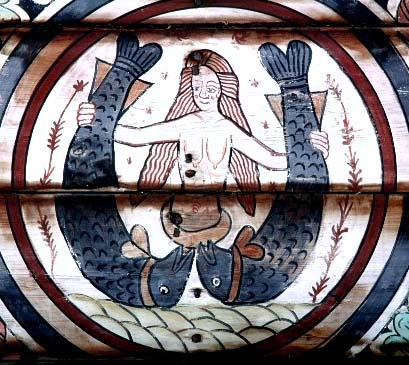
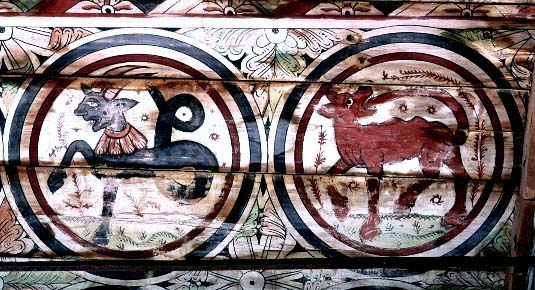

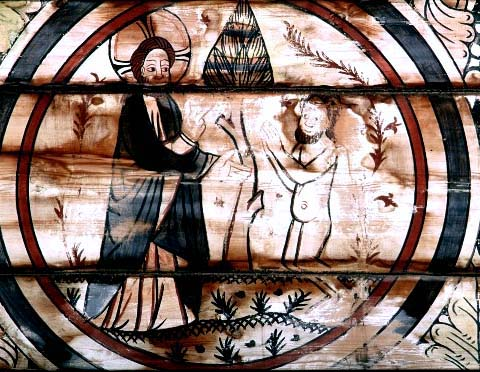
Gud skapar Adam
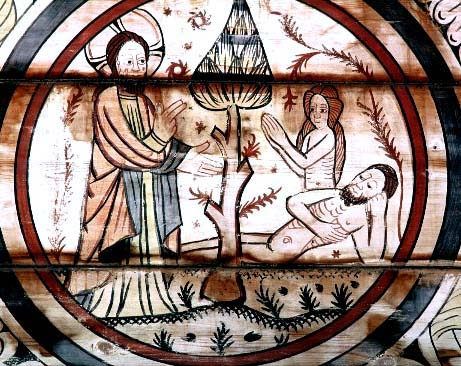
Gud skapar Eva
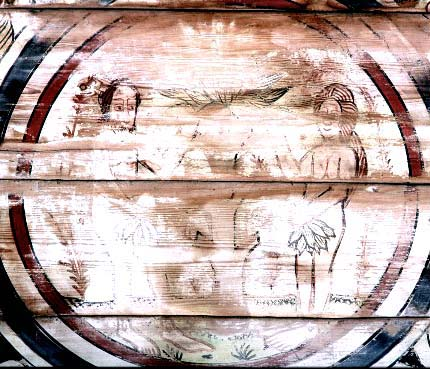
Adam och Eva skyler sig
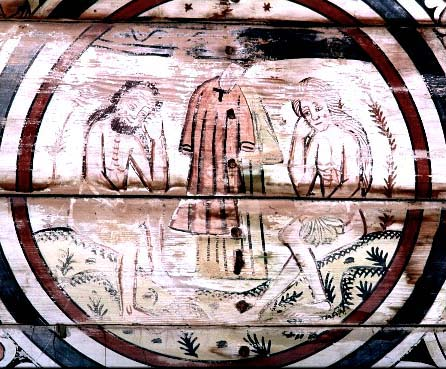
Adam och Eva får kläder